# Albino Pereira Pinto
Albino Pereira Pinto (São Borja, 8 de outubro de 1845 — ?) foi um educador, jornalista e político brasileiro.
Professor em Santana do Livramento, abandou o magistério e abriu uma banca de advogado em Taquari, onde casou-se com Maria Cândida Barreto Viana.
Entrou para a política em 1882, juntando-se ao Partido Liberal, sendo eleito à assembléia provincial. Transferiu-se para Porto Alegre, onde continuou a vida de advogado e de jornalista, colaborando com A Reforma. Como deputado foi sucessivamente reeleito até a Proclamação da República, em 1889. Foi secretário da mesa diretora da Assembleia Legislativa na 21 e 22ªª Legislaturas.
Participou da Revolução Federalista, onde subscreveu a convocação de um novo congresso federalista, feita por Silveira Martins, para 20 de novembro de 1901, em Bagé.